# Damernas lagtävling i florett vid olympiska sommarspelen 2012
Damernas lagtävling i florett i de olympiska fäktningstävlingarna 2012 avgjordes den 2 augusti 2012.

## Medaljörer
| Event                       | Guld                                                                         | Silver                                                                            | Brons                                                    |
| Lagtävling i florett, damer | Italien Arianna Errigo Elisa Di Francisca Ilaria Salvatori Valentina Vezzali | Ryssland Inna Deriglazova Larisa Korobeynikova Aida Shanaeva Kamilla Gafurzianova | Sydkorea Nam Hyun-hee Jeon Hee-sook Jung Gil-ok Oh Ha-na |

## Tävlingsformat
Alla 10 tävlingsklasserna följer samma program.
I de individuella tävlingarna, herrarnas och damernas florett, herrarnas sabel och damernas värja börjar med 32-delsfinaler, men eftersom inga av turneringarna har 64 deltagare är en del av dem seedade till sextondelsfinalerna. Herrarnas värja och damernas sabel börjar direkt med sextondelsfinaler, där max två tävlande får seedas direkt till åttondelsfinalerna. Lottningen avgörs på befintliga FIE-rankingar.
Samtliga lagklasserna kommer att ha åtta lag, förutom klasserna vilka Storbritannien väljer att delta i - som värdland. Lottningen avgörs på befintliga FIE-rankingar.
Individuella fäktare och lag avancerar vidare mot finalerna där vinnarna i semifinalerna gör upp om gulden.
Om det blir oavgjort i antingen individuella eller lagtävlingarna, fäktas idrottarna i ytterligare en minut. De som först får till en träff är vinnaren.

## Tävlingsschema
Alla tider är brittisk tid (UTC+1)
| Datum          | Tid   | Omgång                  |
| -------------- | ----- | ----------------------- |
| 2 augusti 2012 | 09:00 | Kval till och med final |

## Resultat

### Slutspel
|  | Åttondelsfinaler | Åttondelsfinaler | Åttondelsfinaler |  |  | Kvartsfinler | Kvartsfinler   | Kvartsfinler |    |   | Semifinaler | Semifinaler | Semifinaler |            |            | Final      | Final | Final |
|  |                  |                  |                  |  |  |              |                |              |    |   |             |             |             |            |            |            |       |       |
|  |                  |                  |                  |  |  |              |                |              |    |   |             |             |             |            |            |            |       |       |
|  |                  |                  |                  |  |  | 1            | Italien        | 42           |    |   |             |             |             |            |            |            |       |       |
|  | 9                | Egypten          | 34               |  |  | 8            | Storbritannien | 14           |    |   |             |             |             |            |            |            |       |       |
|  | 8                | Storbritannien   | 45               |  |  |              |                |              |    | 1 | Italien     | 45          |             |            |            |            |       |       |
|  |                  |                  |                  |  |  |              | 4              | Frankrike    | 22 |   |             |             |             |            |            |            |       |       |
|  |                  |                  |                  |  |  | 5            | Polen          | 31           |    |   |             |             |             |            |            |            |       |       |
|  |                  |                  |                  |  |  | 4            | Frankrike      | 42           |    |   |             |             |             |            |            |            |       |       |
|  |                  |                  |                  |  |  |              |                |              |    |   | 1           | Italien     | 45          |            |            |            |       |       |
|  |                  |                  |                  |  |  |              | 2              | Ryssland     | 31 |   |             |             |             |            |            |            |       |       |
|  |                  |                  |                  |  |  | 3            | Sydkorea       | 45           |    |   |             |             |             |            |            |            |       |       |
|  |                  |                  |                  |  |  | 6            | USA            | 31           |    |   |             |             |             |            |            |            |       |       |
|  |                  |                  |                  |  |  |              |                |              |    | 3 | Sydkorea    | 32          |             | Bronsmatch | Bronsmatch | Bronsmatch |       |       |
|  |                  |                  |                  |  |  |              | 2              | Ryssland     | 44 |   |             |             |             |            |            |            |       |       |
|  |                  |                  |                  |  |  | 7            | Japan          | 17           |    |   |             |             |             |            | 4          | Frankrike  | 32    |       |
|  |                  |                  |                  |  |  | 2            | Ryssland       | 45           |    | 3 | Sydkorea    | 45          |             |            |            |            |       |       |
|  |                  |                  |                  |  |  |              |                |              |    |   |             |             |             |            |            |            |       |       |

### Placering 5-8
|  | Semifinaler    | Semifinaler |    |                | Final      | Final |  |
|  |                |             |    |                |            |       |  |
|  |                |             |    |                |            |       |  |
|  | Storbritannien | 20          |    |                |            |       |  |
|  | Polen          | 43          |    |                |            |       |  |
|  |                |             |    |                |            |       |  |
|  |                |             |    |                |            |       |  |
|  |                |             |    |                | Polen      | 45    |  |
|  |                | USA         | 39 |                |            |       |  |
|  |                |             |    |                |            |       |  |
|  |                |             |    |                |            |       |  |
|  |                |             |    |                | Bronsmatch |       |  |
|  |                |             |    |                |            |       |  |
|  | USA            | 44          |    | Storbritannien | 21         |       |  |
|  | Japan          | 22          |    |                | Japan      | 30    |  |

## Slutluga ställningar
| Placering | Lag            | Fäktare                                                                      |
| --------- | -------------- | ---------------------------------------------------------------------------- |
| 1         | Italien        | Elisa Di Francisca Arianna Errigo Valentina Vezzali Ilaria Salvatori         |
| 2         | Ryssland       | Inna Deriglazova Kamilla Gafurzianova Aida Sjanajeva Larisa Korobejnikova    |
| 3         | Sydkorea       | Jeon Hee-Sook Jung Gil-Ok Nam Hyun-Hee Oh Ha-Na                              |
| 4         | Frankrike      | Astrid Guyart Corinne Maîtrejean Ysaora Thibus Anita Blaze                   |
| 5         | Polen          | Sylwia Gruchała Martyna Synoradzka Małgorzata Wojtkowiak Karolina Chlewińska |
| 6         | USA            | Lee Kiefer Nzingha Prescod Nicole Ross Doris Willette                        |
| 7         | Japan          | Kanae Ikehata Shiho Nishioka Chieko Sugawara Kyomi Hirata                    |
| 8         | Storbritannien | Anna Bentley Natalia Sheppard Sophie Troiano Martina Emanuel                 |
| 9         | Egypten        | Eman El Gammal Shaimaa El-Gammal Eman Gaber Rana El Husseiny                 |